# Pavlovice u Přerova
Pavlovice u Přerova là một làng thuộc huyện Přerov, vùng Olomoucký, Cộng hòa Séc.